# Drusus romanicus
Drusus romanicus är en nattsländeart som beskrevs av Murgoci och Lazar Botosaneanu 1953. Drusus romanicus ingår i släktet Drusus och familjen husmasknattsländor. Utöver nominatformen finns också underarten D. r. meridionalis.